# 轆轤
轆轤（ろくろ）は、回転する構造を持つ各種の装置。
1. 滑車を利用して重い物を吊り上げたり引いたりするための人力万力[1]。小型のものは車地（しゃち）、滑車のみのものは飛蝉（とびせみ）という[1]。
2. 大型和船の艪屋倉で用いられた帆、伝馬船、錨等の揚げ降ろしをするための装置[1]。
3. 木工や陶芸に用いられる回転式の器械。轆䡎（䡎は車偏に戸）とも書く。陶芸用のものは陶車ともいう[1]。本項で詳述。 木工用のものは、原始的な旋盤そのものであり、綺麗な回転体を削り出すことができる。陶芸用のものは回転可能な円形の台で、回転軸は台に直交し円の中心を通る。その上に粘土をのせ、台を回しながら粘土に手指を当てると、回転の中心から手指の位置までを半径にした綺麗な円を形作ることができ、それの連続体として綺麗な回転体が成型できる。
4. 3.から転じて、プレゼンテーションやインタビューなどで発言と同時に掌を動かすジェスチャーを揶揄する言葉。

## 歴史
轆轤がいつ発明されたかははっきりしておらず、紀元前6000年前から紀元前2400年前の間に発明されたとされている。メソポタミアで発明されたという説が有力であるが、エジプトと中国もその発明を主張している。轆轤は青銅器時代に広く使用されるようになった。初期の轆轤は手や足で直接、轆轤を回転させながら壺や食器を形作った。
後にはずみ車が発明され、これと連結することで安定した回転を得ることができるようになった。はずみ車は重く、動かすのに力が要る。しかしひとたび回転に勢いがつくと、はずみ車の慣性モーメントのせいで小さな力での減速は僅かとなり、回転速度が長く保たれる。
鉄器時代に、回転台を軸棒ではずみ車を兼ねる重い円盤につなぎ、足で下の円盤を蹴り回転を与える轆轤が広まった。それまでの轆轤では手で直接回転台を回していたが、この型の轆轤では手で回転させる必要がなく、自由に両手を使うことができるようになった。
轆轤は新大陸では発明されることがなく、クリストファー・コロンブスがアメリカ大陸に到達し、ヨーロッパから轆轤がもたらされるまでは、陶器は手のみで作られていた。
日本では奈良時代に、木製の百万塔が轆轤びきで大量に生産されている。

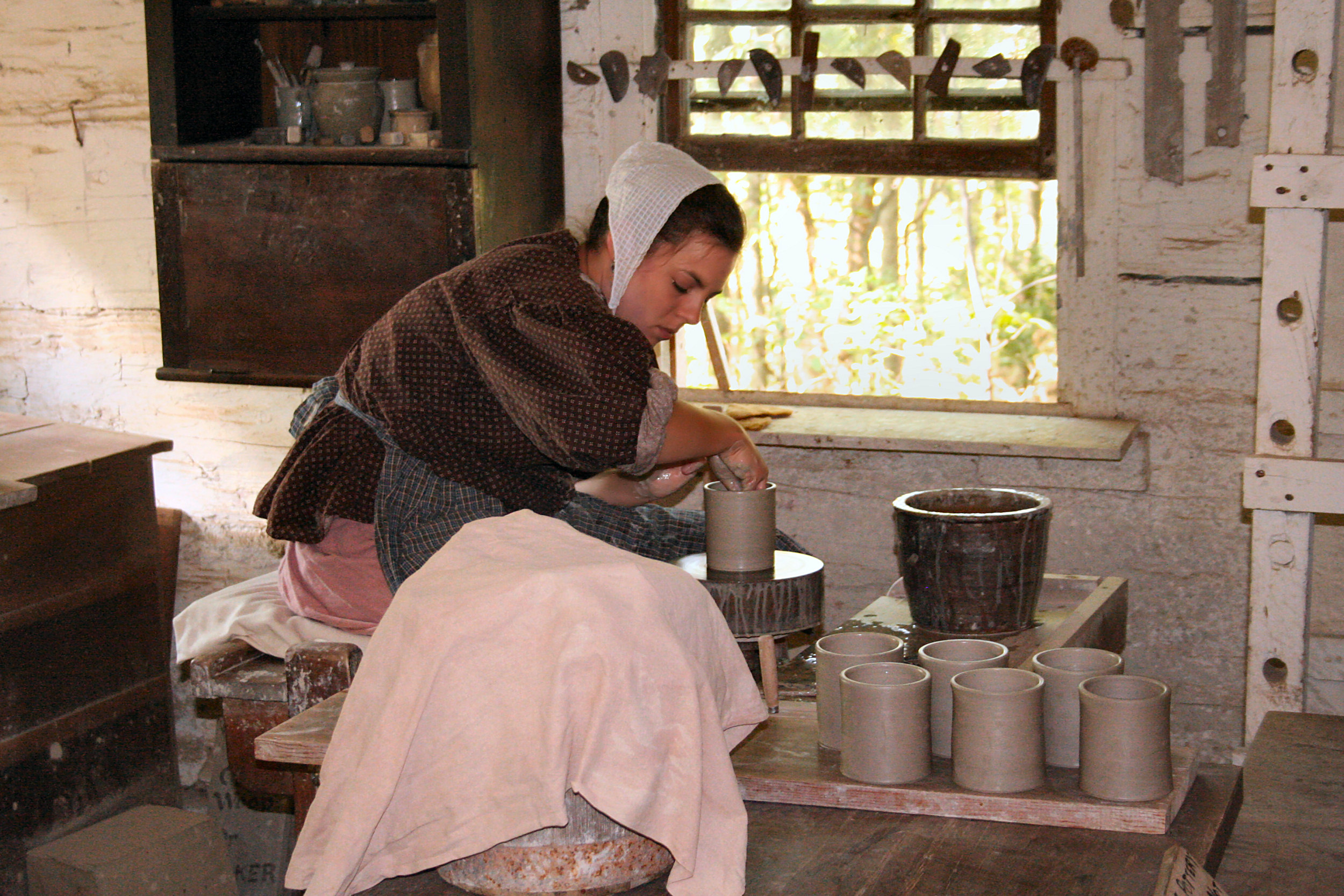
1836年当時の轆轤の実演。コナープレイリー歴史民俗博物館

産業革命が始まると轆轤は、蒸気機関やガソリンエンジン、そして電気で動かされるようになったが、人力で動作するものも依然として使用されている。それ以前にも一般的ではなかったが、風力や水力を動力とする轆轤も発明されていた。人力で動かす必要がなくなったとはいえ、轆轤を使い陶器を作るのは未だに熟練を要する作業であり、職人芸と言える。
轆轤は車との関係も深い、人類にとって古来最も重要な技術の一つである。また近代工業の核心の一つ、旋盤は轆轤の発展と言える。近代的な旋盤は18世紀から19世紀の英国の技術者「工作機械の父」モーズリーによる。
日本でも高度経済成長期に挽き物を大量生産するためにプライヤーの先に総形バイト(総型バイト)を取り付けた形式の轆轤が活用された。素材を回転軸のチャックに固定して回転させてプライヤーで挟む様にして加工した。Box toolの一種でワーキング・パス（working path)が短い方が精度を出せる。

## 伝承
エジプト神話では、クヌム神 (Chnum) は最初の人を轆轤の上で作ったとされている。

## 轆轤の種類
|  |  |  |

## 回転方向
回転方向には2種類あるわけだが、日本の陶芸用轆轤では、日本古来からの陶芸産地はほとんど上から見て時計回り（右回転）で、朝鮮半島から渡来した陶工によって始められた伊万里焼・萩焼などでも時計回りである。一方、丹波立杭焼や九州の上野焼・小石原焼などでは反時計回り（左回転）が用いられている。

## 関連文献
- 小椋裕樹『手引ろくろの文化史 その技術と木地屋の系譜』吉川弘文館、2021年　ISBN　9784642016650